# Monaco Run - Riviera Classic
La Monaco Run - Riviera Classic è una gara podistica di 23 km circa con partenza da Ventimiglia ed arrivo nel Principato di Monaco.
È l'unica corsa podistica che attraversa tre nazioni ed è organizzata dal 1998 dalla Fédération monégasque d'athlétisme, la federazione monegasca di atletica leggera; nell'edizione 2016 ci sono stati 1.468 iscritti e 1.303 partecipanti.

## Percorso
Il percorso parte presso la foce della Roia nel mar Ligure a Ventimiglia, poi attraversa la città vecchia, poi segue la SS 1 Via Aurelia superando Mortola e Villa Hanbury raggiungendo il confine di stato tra Italia e Francia di Ponte San Ludovico nei pressi di Balzi Rossi, poi il percorso segue quasi sempre il lungomare di Mentone e di Roquebrune-Cap-Martin, poi presso il Monte Carlo Country Club entra nel Principato di Monaco, supera il Grimaldi Forum e il percorso si conclude presso Port Herculis, il porto principale del Principato.

## Storia
La prima edizione della manifestazione risale al 1998 con il nome di Marathon de Monaco e des Riviera, la corsa ha avuto questo nome fino al 2009; nel 2010 si è tenuta al posto della manifestazione una mezza maratona con il nome di Semi Marathon et 10 km de Monte-Carlo. Dal 2011 ha preso la denominazione attuale.

## Albo d'oro
| Anno | Gara maschile          | Nazione       | Tempo         | Note                                  |
| ---- | ---------------------- | ------------- | ------------- | ------------------------------------- |
| 1998 | Ezequiel Bitok         | Kenya         | 2h31'38"      | Marathon de Monaco e des Riviera      |
| 1999 | Kenneth Cheruiyot      | Kenya         | 2h11'26"      | Marathon de Monaco e des Riviera      |
| 2000 | Philip Tanui           | Kenya         | 28'35"        | Marathon de Monaco e des Riviera      |
| 2001 | Wilson Kibet           | Kenya         | 2h13'54"      | Marathon de Monaco e des Riviera      |
| 2002 | Tadesse Hailemariam    | Etiopia       | 2h14'09"      | Marathon de Monaco e des Riviera      |
| 2003 | Franci Kenboi          | Kenya         | 2h20'08"      | Marathon de Monaco e des Riviera      |
| 2004 | Andrey Chernychov      | Russia        | 2h22'12"      | Marathon de Monaco e des Riviera      |
| 2005 | John Kirui             | Kenya         | ?             | Marathon de Monaco e des Riviera      |
| 2006 | Wilfried Cheresek      | Kenya         | 2h17'21"      | Marathon de Monaco e des Riviera      |
| 2007 | Non disputata          | Non disputata | Non disputata | Non disputata                         |
| 2008 | Geoffrey Mutai         | Kenya         | 2h12'40"      | Marathon de Monaco e des Riviera      |
| 2009 | Ben Mutai Kinwole      | Kenya         | 2h11'01"      | Marathon de Monaco e des Riviera      |
| 2010 | Dennis Mehlfeld        | Germania      | 1h08'55"      | Semi Marathon et 10 km de Monte-Carlo |
| 2011 | Tarik Marhnaoui        | Marocco       | 1h18'53"      | Monaco Run - Riviera Classic          |
| 2012 | Jean Claude Niyonigiye | Burundi       | 1h15'01"      | Monaco Run - Riviera Classic          |
| 2013 | Nathan Chebet          | Uganda        | 1h13'49"      | Monaco Run - Riviera Classic          |
| 2014 | Eliud Kimutai Sugut    | Uganda        | 1h15'02"      | Monaco Run - Riviera Classic          |
| 2015 | Jean Claude Niyonigiye | Burundi       | 1h15'40"      | Monaco Run - Riviera Classic          |
| 2016 | Eliud Kimutai Sugut    | Uganda        | 1h22'02"      | Monaco Run - Riviera Classic          |